# Pulvinar (starożytność)
Pulvinar (pulwinar) (pulvinar, pulvinarium od łac. pulvīnŭs – poduszka) – termin stosowany przez starożytnych Rzymian w dwojakim znaczeniu.
Pierwotnie określano tak paradną poduszkę rytualną (pulvīnārĭŭm), przeznaczoną do umieszczania na niej wyobrażeń bogów dla ich symbolicznego współuczestniczenia w „świętej uczcie” (lectisternium) i gdy odprawiano modły błagalne (supplicationes), lecz używaną również dla ich procesyjnego obnoszenia (pompa) na noszach (tensae) przed rozpoczęciem wielkich przedstawień cyrkowych. Swetoniusz odnotowuje w Żywotach cezarów, że pulvinar przyznano także portretowej podobiźnie Juliusza Cezara (Żywoty cezarów, Boski Juliusz 76)
Wtórnie terminem tym określano także luksusową lożę (wyłożoną poduszkami) przeznaczoną dla rodziny cesarza w Wielkim Cyrku, mającą bezpośrednie połączenie z cesarskim pałacem na Palatynie. W biografii Oktawiana wspomina ją (spectabat ex pulvinari) Swetoniusz (Żywoty cezarów, Boski August 45,1).
Źródło pisane (jeden z komentarzy Serwiusza) wskazuje, że określenie to mogło być używane również w odniesieniu do świątyni bóstwa.   